# Židé v Saúdské Arábii

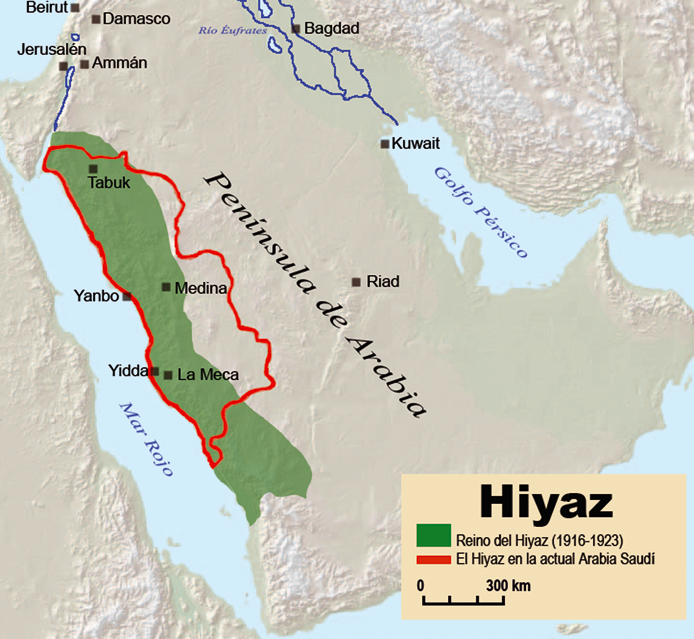
Mapka zobrazující Hidžáz (zeleně bývalé království, červeně dnešní region v Saúdské Arábii)

Historie židovské komunity v Saúdské Arábii je dlouhá téměř dva tisíce let. Kvůli saúdskoarabskému islámskému antisemitismu však v současnosti v zemi nejsou prakticky žádní Židé. Veřejné bohoslužby všech náboženství s výjimkou islámu jsou přísně zakázány. Židům je do země povolen vstup pouze v případě nutnosti.

## Historie
První zmínky o Židech v oblasti dnešní Saúdské Arábie se podle některých výpočtů datují k období Šalamounova chrámu. Imigrace na arabský poloostrov začala v 2. století n. l. a kolem 6. a 7. století se nacházela značná židovská komunita v Hidžázu, zejména v Medíně a jejím okolí. A to především kvůli vůdcům Dhu Nuwasovi (který byl velmi proti konvertování jeho poddaných k judaismu a který perzekvoval křesťany ve svém království jako reakci na křesťanskou perzekuci Židů) a Abu Karib Asadovi.
Židé z Hidžázu byli především obchodníci s vínem a kupci. Ve stejném období se vyvíjela významná židovská komunita v současném Jemenu, zejména ve městech Aden a Hadramaut, v nichž se židovské osídlení udrželo do relativně nedávné doby. Židovské osídlené také existovalo na severu poloostrova.

## Pod nadvládou islámu
Po vzestupu islámu v 7. století bylo s židovskou populací v Jemenu zacházeno velmi vlídně, podle islámské tradice „v náboženství není nátlaku“. Židovské náboženství a kultura tak přežila islámskou nadvládu. Jejich zvyky, filosofie, oblečení a jazyk byli z větší části identické jako u jejich muslimských sousedů. Pro příklad Židé hovořili arabsky, namísto typického judeo-arabského dialektu. Po vzestupu islámu byly hlavní židovské komunity ty v Adenu a Hadramautu.